# Sansevieria aubrytiana
Sansevieria aubrytiana är en sparrisväxtart som beskrevs av Élie Abel Carrière. Sansevieria aubrytiana ingår i släktet bajonettliljor, och familjen sparrisväxter. Inga underarter finns listade i Catalogue of Life.